# InVader
InVader è il quarto album in studio del gruppo musicale finlandese Reckless Love, pubblicato nel 2016.

## Tracce
1. We Are the Weekend – 4:21
2. Hands – 4:10
3. Monster – 3:48
4. Child of the Sun – 3:58
5. Bullettime – 4:01
6. Scandinavian Girls – 3:47
7. Pretty Boy Swagger – 3:25
8. Rock It – 3:57
9. Destiny – 3:59
10. Let's Get Cracking (THWP) – 5:28

## Formazione
- Olli Herman – voce
- Pepe Reckless – chitarra
- Hessu Maxx – batteria
- Jalle Verne – basso